# Vestermarie Sogn
Vestermarie Sogn 
ist eine Kirchspielsgemeinde (dän.: Sogn)
auf der dänischen Insel Bornholm.
Bis 1970 gehörte sie zur Harde Bornholms Vester Herred im damaligen Bornholms Amt, danach mit dem Wegfall der Hardenstruktur zur Åkirkeby Kommune im unveränderten Bornholms Amt, die wiederum zum Januar 2003 in der Bornholms Regionskommune aufgegangen ist. Die Regionskommune war zunächst – wie Kopenhagen und Frederiksberg – amtsfrei, also direkt dem Staat unterstellt, und wurde dann mit der Kommunalreform zum 1. Januar 2007 der Region Hovedstaden zugeordnet.

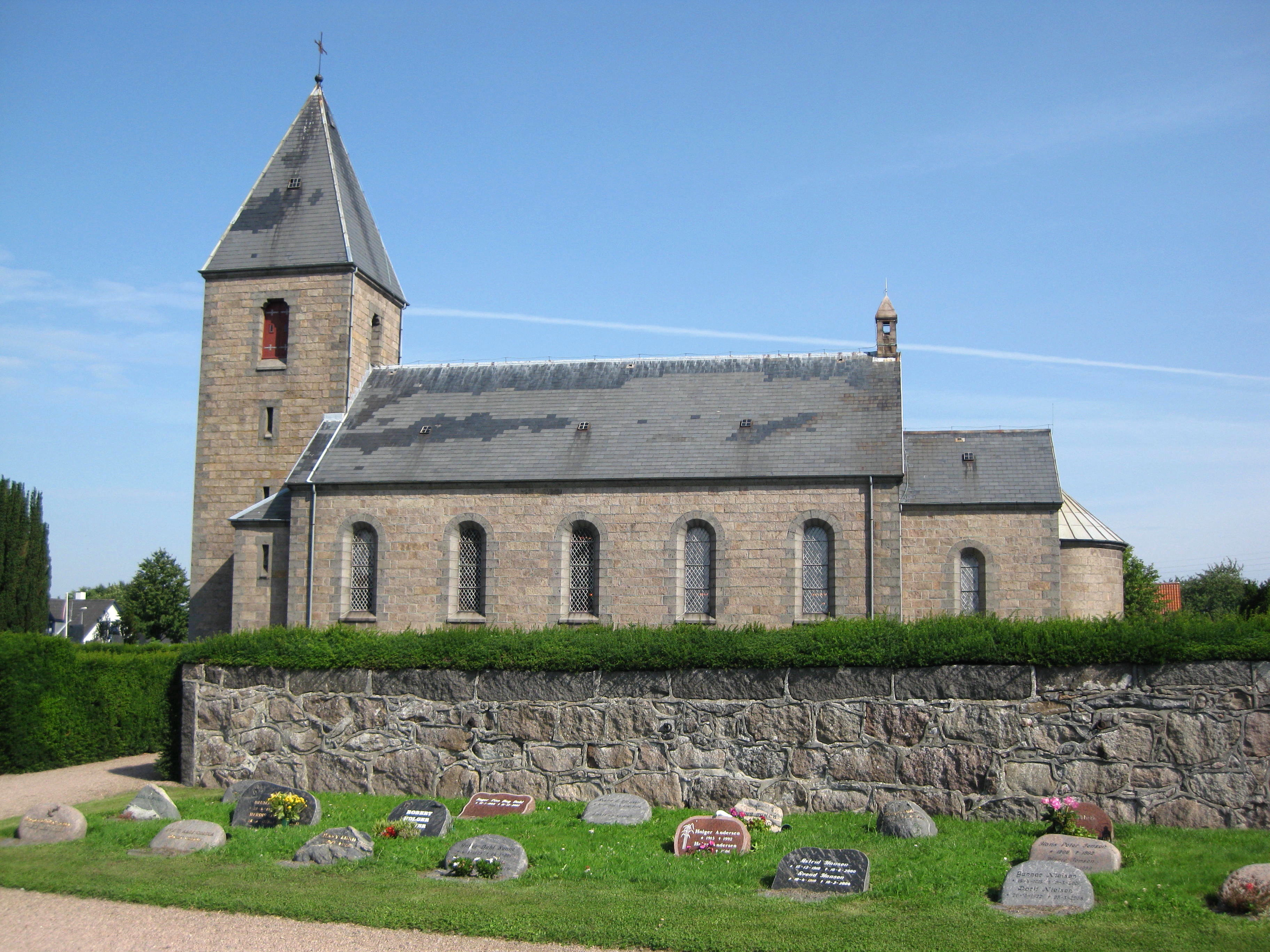
Vestermarie Kirke

Im Kirchspiel leben 1342 Einwohner, davon 241 im Kirchdorf Vestermarie (Stand: 1. Januar 2023).
Im Kirchspiel liegt die Kirche „Vestermarie Kirke“. Ihr Name bezeichnet sie als westliche der beiden Marienkirchen auf Bornholm zur Unterscheidung von der Østermarie Kirke. Die heutige Kirche wurde 1885 als Ersatz für einen 1880 abgebrochenen romanischen Bau errichtet.
Nachbargemeinden sind im Westen Nylarsker Sogn und Knudsker Sogn, im Nordwesten Nyker Sogn, im Norden Klemensker Sogn und Østerlarsker Sogn, im Osten Østermarie Sogn und im Süden Aaker Sogn.